# Эмке, Хорст
Хорст Пауль Август Эмке (нем. Horst Paul August Ehmke; 4 февраля 1927, Данциг, Вольный город Данциг — 12 марта 2017, Бонн, Германия) — западногерманский учёный-юрист и государственный деятель, федеральный министр юстиции ФРГ (1969), федеральный министр исследований и научных технологий ФРГ (1972—1974).

## Биография

### Ранние годы и научно-педагогическая деятельность
Родился в семье врачей Пауля Эмке и Хедвиг Эмке. Участвовал во Второй мировой войне. В 1943 году вступил в ряды помощников военно-воздушных сил, а после окончания средней школы в 1944 году присоединился к парашютно-десантному подразделению Вермахта. В 18 лет он был ранен и попал в советский плен. В 1945 году вследствие тяжелой болезни был демобилизован.
В послевоенное время изучал право и экономику в Гёттингенском университете, а с 1949 по 1950 год — политологию и историю в Принстоне (США). В 1951 году сдал первый, а в 1956 году — второй государственный экзамен. В 1952 году получил докторскую степень в области права.
С 1952 по 1956 год являлся научным советником депутата Бундестага Адольфа Арндта (СДПГ). Затем до 1960 года работал научным сотрудником в Фонде Форда в Кёльне и Беркли (США).
Через год после хабилитации в 1960 году был назначен адъюнкт-профессором Фрайбургского университета. С 1963 года являлся профессором и заведующим кафедрой публичного права в этом университете. В 1974 году был принят в коллегию адвокатов.

### Политическая деятельность
С 1944 года числился членом НСДАП. Когда об этом стало известно в 2007 году, он заявил, что не знал об этом раньше. С 1947 году состоял в СДПГ.
С 1969 по 1994 год — депутат бундестага ФРГ.
Входил в состав западногерманского правительства. В 1967—1969 годах — статс-секретарь в федеральном министерстве юстиции, в марте-октябре 1969 года — федеральный министр юстиции ФРГ.
В 1969—1972 годах — министр по особым поручениям-глава канцелярии федерального канцлера ФРГ. На этом посту принимал активное участие в реализации Новая восточная политика Вилли Брандта, который называл его «специалистом во всем». В качестве министра канцелярии он также отвечал за вопросы, связанные с деятельностью Федеральной разведывательной службы (БНД). Согласно данным ZDF, он утвердил соглашений о проведении операции «Рубикон», начавшуюся в 1970 году, между BND и американским Центральным разведывательным управлением (ЦРУ).
В 1972—1974 годах — министр исследований и научных технологий ФРГ и одновременно — министр почт и связи ФРГ.
С 1977 по 1990 годах — заместитель председателя фракции СДПГ. В 1974—1990 годах — официальный представитель парламентской фракции СДПГ по внешней политике. С 1973 по 1991 год входил в состав исполнительного комитета СДПГ. Там его считали представителем левоцентристов.
После ухода из политики занялся написанием детективных романов, действие которых происходит в политической среде.

## Семья
Был дважды женат, имел троих детей.

## Научные и публицистические труды

### Научно-популярные книги о политике
- «Ограничения внесения поправок в Конституцию». Дункер и Хамблот, Берлин, 1953
- «Политика практического разума. Статьи и рефераты». С. Фишер, Франкфурт-на-Майне, 1969
- «Политика как вызов. Выступления — лекции — очерки» (1968—1974). Мюллер, Карлсруэ, 1974
- «Политика как вызов. Выступления — лекции — очерки» (1975—1979). Мюллер, Карлсруэ, 1979
- «Вклад в конституционную теорию и конституционную политику» (монографии по правовым исследованиям. Публичное право. Том 6). Athenaeum, Königstein, 1981
- «Посередине. От большой коалиции к германскому единству». Rowohlt, Берлин 1994

### Политический детектив
- «Глобальные игроки». Эйхборн, Франкфурт-на-Майне, 1998
- «Переворот евро». Эйхборн, Франкфурт-на-Майне, 1999
- «Небесные факелы». Эйхборн, Франкфурт-на-Майне, 2001
- «Личное дело». Эйхборн, Франкфурт-на-Майне, 2003
- «В тени насилия». Bebra Verlag, Берлин, 2006